# Ruộng bậc thang của người Hà Nhì tại Hồng Hà
Ruộng bậc thang của người Hà Nhì tại Hồng Hà là ruộng bậc thang nằm ở châu tự trị Hồng Hà, tỉnh Vân Nam, Trung Quốc. Đây là khu vực có lịch sử lên tới 1.200 năm. Vùng trung tâm của ruộng bậc thang nằm ở Nguyên Dương. Khu vực này có 1.000.000 ha và khu vực được công nhận là di sản thế giới của UNESCO có diện tích 16.603 ha.
Ruộng bậc thang là cảnh quan văn hóa vô cùng ngoạn mục tại các sườn núi dốc của Ai Lao Sơn cao chót vót và của vực sâu hiểm trở bên sông Hồng. Trong 1.300 năm qua, người Hà Nhì đã phát triển một hệ thống phức tạp các kênh để đưa nước từ đỉnh núi vào các ruộng bậc thang. Họ cũng đã tạo ra một hệ thống canh tác tổng hợp, chăn nuôi trâu, bò, vịt, cá, lươn và sản xuất lúa gạo đỏ, cây trồng chính của khu vực. Người dân thờ thần mặt trời, mặt trăng, núi, sông, rừng và các hiện tượng tự nhiên khác. Họ sống trong 82 ngôi làng nằm giữa núi rừng và ruộng bậc thang. Các làng trông như một bức tranh với những ngôi nhà truyền thống như những cây "nấm" giữa nền đầy màu sắc của núi rừng, sông, ruộng lúa. Hệ thống quản lý đất đai của ruộng bậc thang thể hiện sự hài hòa đặc biệt giữa con người và môi trường tự nhiên, cả về trực quan và sinh thái, dựa trên cấu trúc xã hội và tôn giáo đặc biệt, lâu dài.

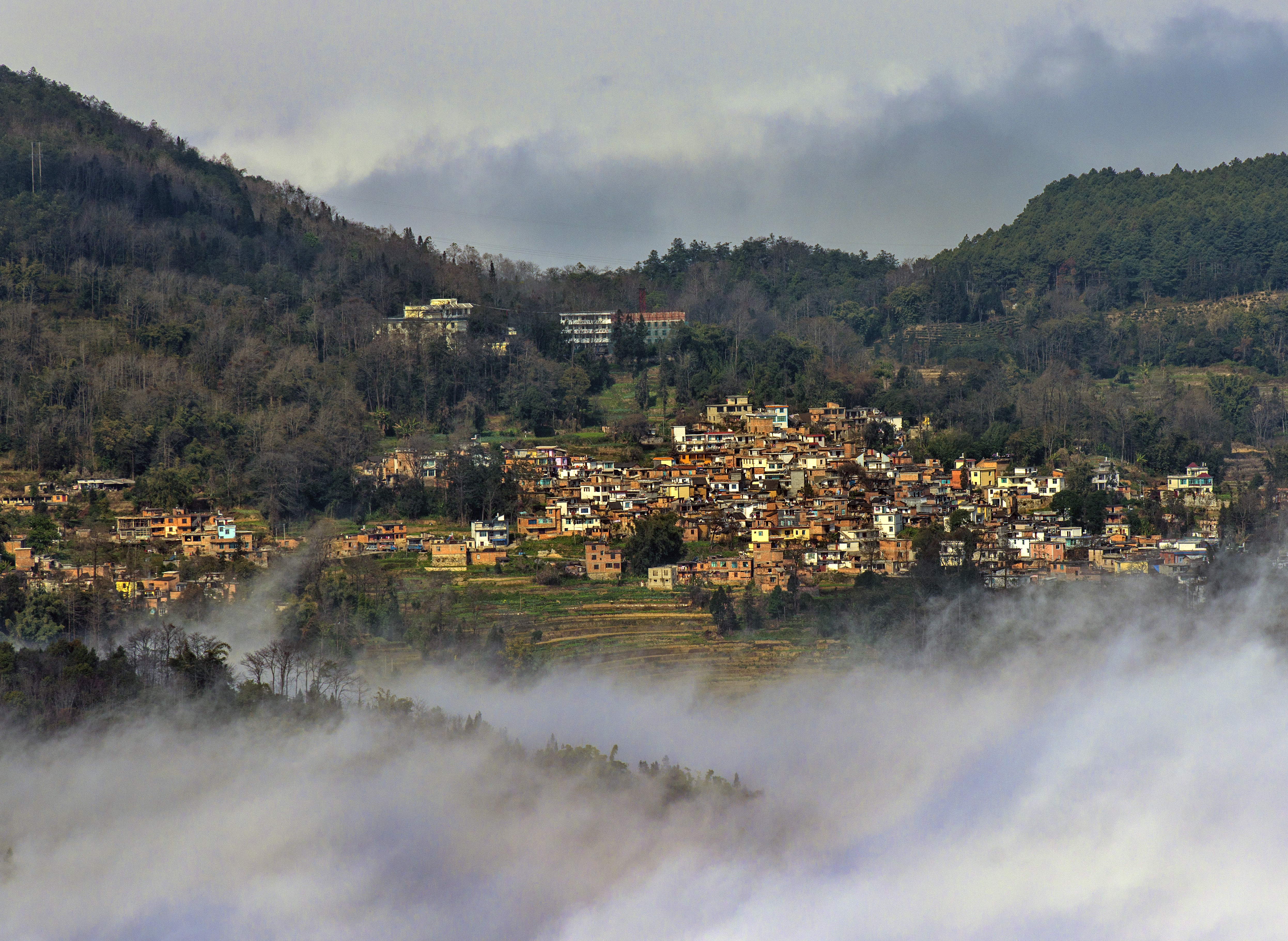
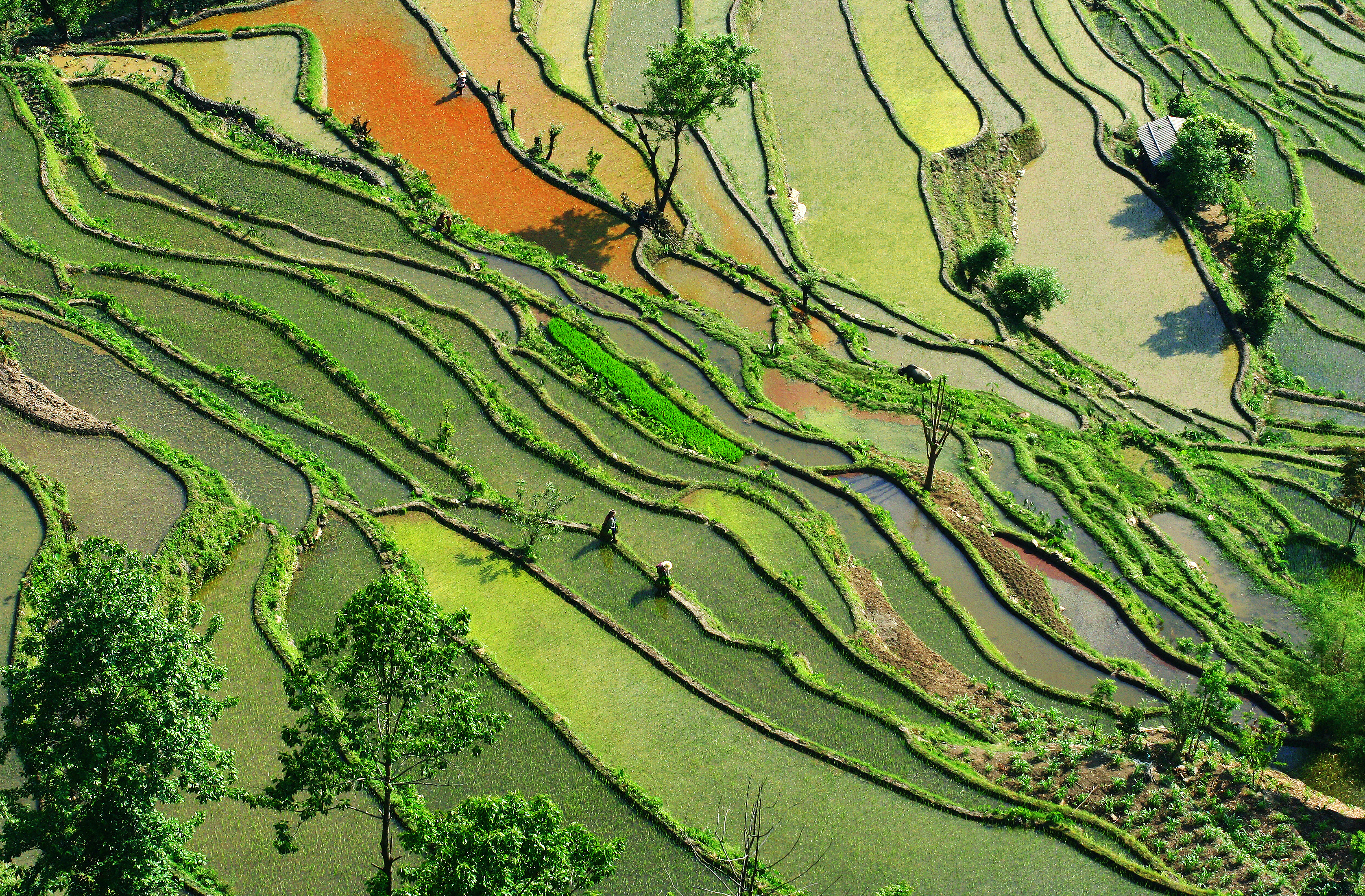
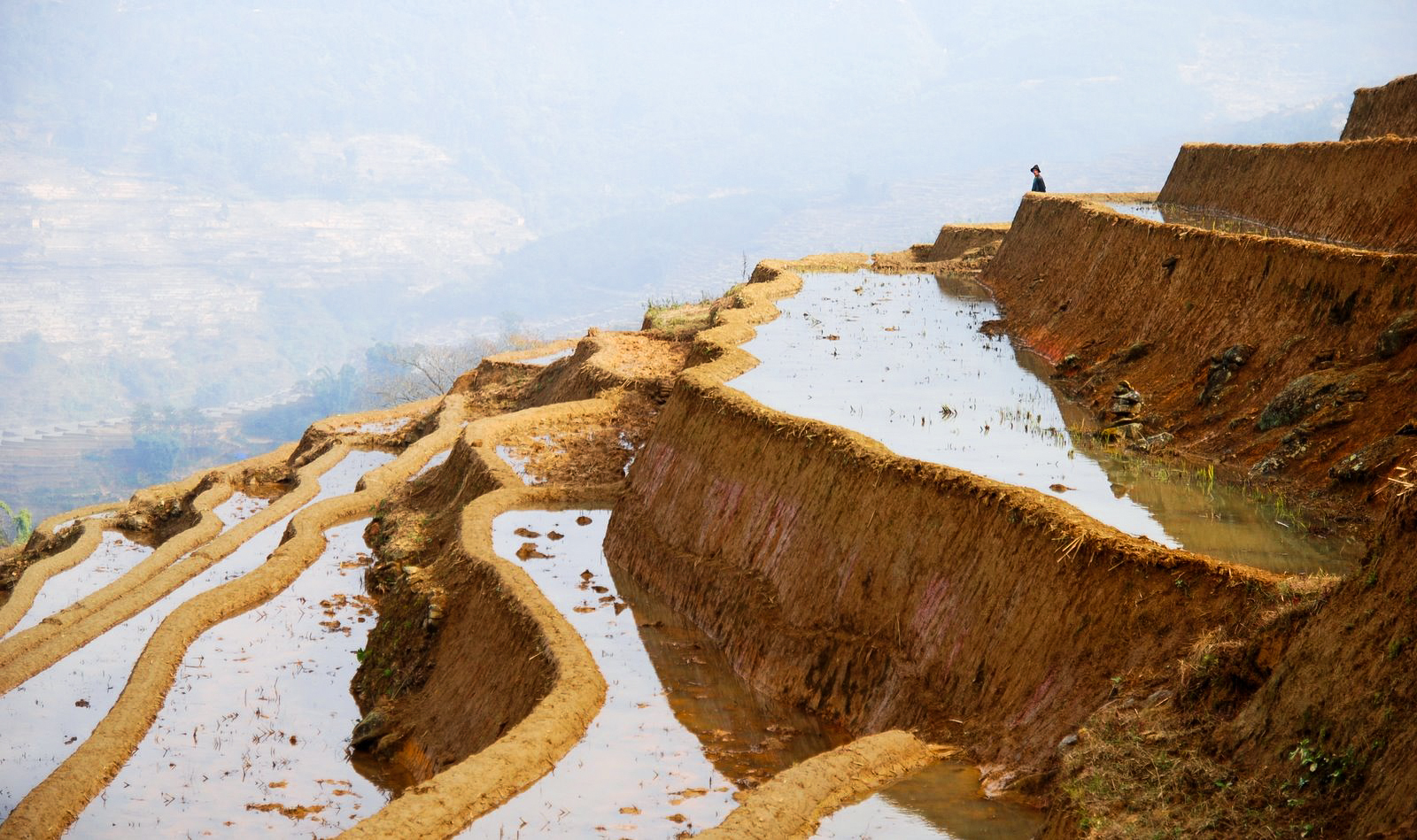